# WJVI
Koordinaten: 30° 56′ 30″ N, 91° 6′ 38″ W
WJVI oder WJVI-FM ist ein US-amerikanischer nichtkommerzieller Hörfunksender aus Wilson im US-Bundesstaat Louisiana. WJVI sendet auf der UKW-Frequenz 90,9 MHz. Das Sendeformat ist ausgerichtet auf die hispanische Gesellschaft. Eigentümer und Betreiber ist die Centro Comunitario Juvenil Mahanaim, Inc.